# Sikorsky XV-2
El Sikorsky XV-2, también conocido como el modelo S-57 de Sikorsky Aircraft, fue una planeada aeronave de rotor parable, designada como convertiplano, desarrollada para un programa conjunto de investigación entre la Fuerza Aérea y el Ejército de los Estados Unidos. El programa fue cancelado antes de que comenzara la construcción del prototipo.

## Diseño y desarrollo
El XV-2 fue desarrollado como parte de un programa conjunto de la Fuerza Aérea y el Ejército estadounidenses destinado a explorar tecnologías para desarrollar una aeronave que pudiera despegar y aterrizar como un helicóptero, pero que pudiera volar a velocidades mayores, como un avión convencional. El diseño de rotor parable del XV-2 estaba destinado a permitirle permanecer en vuelo estacionario y volar a baja velocidad como un helicóptero convencional. Utilizaba un diseño monorrotor monopala; un contrapeso proporcionaba estabilidad al sistema del rotor, mientras que un dispositivo de reactor de punta propulsaba al mismo, que se retraía dentro del fuselaje superior una vez detenido, volando después el XV-2 como un avión convencional de alas en delta. Para el vuelo horizontal, estaba provisto de un único motor a reacción.
Al prototipo del XV-2 se le asignó el número de serie 53-4403, pero el proyecto fue cancelado antes de que la construcción pudiera comenzar.

## Especificaciones (según diseño)
Referencia datos: sikorskyarchives

### Características generales
- Diámetro rotor principal: 15,3 m
- Área circular: 37,63 m²
- Peso cargado: 2630,84 kg
- Peso útil: 272,16 kg
- Planta motriz: 1× turbohélice Wright GT-43 Typhoon.
  - Potencia: 984 kW (1320 hp)
- Envergadura: 7,2 m

### Rendimiento
- Velocidad máxima operativa (Vno): 265 km/h
- Velocidad crucero (Vc): 193 km/h
- Alcance: 30 min (estacionario)

### Aeronaves similares
- McDonnell XV-1
- Bell XV-3

### Secuencias de designación
- Secuencia S-_ (interna de Sikorsky): ← S-54 - S-55 - S-56 - S-57 - S-58 - S-59 - S-60 →
- Secuencia V-_ (Convertiplanos de la USAF, 1952-1956): XV-1 - XV-2 - XV-3

### Listas relacionadas
- Anexo:Aeronaves de la Fuerza Aérea de los Estados Unidos (históricas y actuales)